# Lanjarón
Lanjarón là một đô thị trong tỉnh Granada, Tây Ban Nha.